# Iphiaulax
Iphiaulax is een geslacht van insecten dat behoort tot de orde vliesvleugeligen (Hymenoptera) en de familie van de schildwespen (Braconidae).

## Soorten
Deze lijst van 320 stuks is mogelijk niet compleet.
- I. abaculus (Cameron, 1887)
- I. abgarus (Cameron, 1905)
- I. abstractus (Brues, 1910)
- I. africanus (Dalla Torre, 1898)
- I. agnatus (Kohl, 1906)
- I. agraensis (Cameron, 1897)
- I. alboornatus (Cameron, 1906)
- I. allenensis (Blanchard, 1933)
- I. allopterus (Cameron, 1912)
- I. alluaudi (Szepligeti, 1914)
- I. ameeni (Whitaker, Bhuiya, Fitton & Quicke, 2007)
- I. americanus (Provancher, 1888)
- I. amyris (Cameron, 1904)
- I. ankuri (Whitaker, Bhuiya, Fitton & Quicke, 2007)
- I. annulitarsis (Cameron, 1903)
- I. apicalis (Szepligeti, 1913)
- I. aquaticus (Myers, 1931)
- I. ardens (Walker, 1871)
- I. assimulator (Swederus, 1787)
- I. astiochus (Cameron, 1902)
- I. atriornatus (Cameron, 1912)
- I. australiensis (Ashmead, 1900)
- I. avarus (Cameron, 1887)
- I. bellator (Kokujev, 1898)
- I. bellicosus (Cameron, 1887)
- I. bequaerti (Szepligeti, 1914)
- I. bicolor (Telenga, 1936)
- I. bifoveatus (Cameron, 1887)
- I. bohemani (Holmgren, 1868)
- I. breviseta (Enderlein, 1920)
- I. bruchi (Blanchard, 1943)
- I. brunneipennis (Quicke, 1991)
- I. callipterus (Saussure, 1892)
- I. callosus (Szepligeti, 1918)
- I. canescens (Cameron, 1887)
- I. cariniceps (Cameron, 1907)
- I. cephalotus (Szepligeti, 1908)
- I. ceressus (Cameron, 1902)
- I. cinnabarinus (Viereck, 1905)
- I. classeyi (Whitaker, Bhuiya, Fitton & Quicke, 2007)
- I. cnemophilus (Cameron & Strand, 1912)
- I. collaris (Szepligeti, 1914)
- I. concolor (Walker, 1871)
- I. congruus (Walker, 1871)
- I. contemptus (Cameron, 1909)
- I. corduvensis (Blanchard, 1943)
- I. cosmiothecus (Cameron, 1907)
- I. curticaudatus (Shenefelt, 1978)
- I. curvinervis (Cameron, 1906)
- I. cyrenius (Cameron, 1904)
- I. championi (Cameron, 1887)
- I. chowdhuryi (Whitaker, Bhuiya, Fitton & Quicke, 2007)
- I. danielsi (Quicke, 1991)
- I. dawnae (Whitaker, Bhuiya, Fitton & Quicke, 2007)
- I. decemmaculatus (Szepligeti, 1911)
- I. declinatus (Cameron, 1907)
- I. decorus (Cameron, 1906)
- I. dejectus (Cresson, 1865)
- I. deliensis (Cameron, 1912)
- I. denunciator (Fabricius, 1781)
- I. determinatus (Walker, 1871)
- I. diana (Brues, 1924)
- I. didymus (Brulle, 1846)
- I. dimidiator (Fabricius, 1804)
- I. dissolutus (Cameron, 1912)
- I. dodsi (Cameron, 1906)
- I. domdamiensis (Cameron, 1907)
- I. dubitorius (Fabricius, 1775)
- I. dubius (Fahringer, 1935)
- I. duvivieri (Szepligeti, 1914)
- I. egregius (Cameron, 1887)
- I. ehrenbergi (Strand, 1912)
- I. electus (Cameron, 1912)
- I. elizeus (Cameron, 1905)
- I. emui (Whitaker, Bhuiya, Fitton & Quicke, 2007)
- I. eriophorus (Cameron, 1907)
- I. erythraeana (Szepligeti, 1913)
- I. erythrogaster (Brulle, 1846)
- I. erythrus (Viereck, 1905)
- I. eurygaster (Brulle, 1846)
- I. eurythecus (Cameron, 1907)
- I. ezerias (Cameron, 1904)
- I. faberi (Cameron & Strand, 1912)
- I. facialis (Szepligeti, 1913)
- I. fahimi (Whitaker, Bhuiya, Fitton & Quicke, 2007)
- I. fastidiator (Fabricius, 1781)
- I. faustus (Cresson, 1872)
- I. festivus (Szepligeti, 1901)
- I. flagrator (Gerstaecker, 1858)
- I. fletcheri (Cameron, 1907)
- I. fornasinii (Kriechbaumer, 1894)
- I. frugalis (Cameron, 1887)
- I. fuelleborni (Szepligeti, 1914)
- I. fulvus (Szepligeti, 1914)
- I. fuscidens (Cameron, 1887)
- I. fusconigratus (Fahringer, 1935)
- I. garampianus (Matsumura, 1912)
- I. gaullei (Granger, 1949)
- I. gibbus (Brulle, 1846)
- I. gloriatorius (Cameron, 1887)
- I. grabowskyi (Cameron, 1912)
- I. gracilites (Shenefelt, 1978)
- I. guineensis (Szepligeti, 1914)
- I. haematostigma (Kriechbaumer, 1894)
- I. halaesus (Cameron, 1903)
- I. hasinaae (Whitaker, Bhuiya, Fitton & Quicke, 2007)
- I. hastator (Fabricius, 1804)
- I. haundrawensis (Cameron, 1907)
- I. hemixanthopterus (Szepligeti, 1911)
- I. hesper (Brues, 1924)
- I. hewittii (Cameron, 1906)
- I. hians (Perez, 1907)
- I. horishanus (Matsumura, 1912)
- I. hova (Saussure, 1892)
- I. iftekhari (Whitaker, Bhuiya, Fitton & Quicke, 2007)
- I. imaus (Cameron, 1906)
- I. imitatrix (Cameron, 1887)
- I. immsii (Cameron, 1913)
- I. impeditor (Kokujev, 1898)
- I. impostor (Scopoli, 1763)
- I. incisus (Brulle, 1846)
- I. inculpator (Olivier, 1792)
- I. infirmus (Cameron, 1887)
- I. innotatus (Turner, 1918)
- I. insularis (Szepligeti, 1901)
- I. intactus (Cameron, 1912)
- I. intimus (Cresson, 1865)
- I. iphigenia (Brues, 1924)
- I. iris (Brues, 1924)
- I. jacobsoni (Shestakov, 1927)
- I. jakowlewi (Kokujev, 1898)
- I. janus (Cameron, 1887)
- I. javanicola (Cameron, 1912)
- I. jeannelli (Szepligeti, 1914)
- I. jocosoides (Buysson, 1897)
- I. jucundus (Cameron, 1887)
- I. jutahaensis (Cameron, 1905)
- I. kabiri (Whitaker, Bhuiya, Fitton & Quicke, 2007)
- I. katangensis (Shenefelt, 1978)
- I. kinabaluensis (Cameron & Strand, 1912)
- I. koebelei (Ashmead, 1889)
- I. koehleri (Blanchard, 1933)
- I. kolleri (Cameron, 1912)
- I. kuehnii (Cameron, 1912)
- I. lacteipennatus (Shenefelt, 1978)
- I. laeviusculus (Szepligeti, 1906)
- I. lanceolatus (Szepligeti, 1914)
- I. laratensis (Shenefelt, 1978)
- I. lateritius (Cameron, 1905)
- I. latistigma (Quicke, 1991)
- I. lativentris (Cresson, 1865)
- I. longicaudatus (Blanchard, 1933)
- I. longiceps (Cameron, 1907)
- I. longicornis (Szepligeti, 1905)
- I. longitarsis (Cameron, 1904)
- I. lucidus (Szepligeti, 1913)
- I. lucina (Brues, 1924)
- I. lunduensis (Cameron, 1912)
- I. luteifrons (Brulle, 1846)
- I. lynceus (Cameron, 1909)
- I. mactator (Klug, 1817)
- I. maculifrons (Ritsema, 1874)

- I. maculinervis (Strand, 1912)
- I. madagascariensis (Szepligeti, 1913)
- I. malayanus (Cameron, 1901)
- I. mamivaensis (Cameron, 1905)
- I. manteri (Nettleton, 1938)
- I. marathwadensis (Kurhade & Nikam, 1998)
- I. mareotis (Cameron, 1903)
- I. margininervis (Cameron, 1912)
- I. matangensis (Cameron, 1903)
- I. megacerus (Szepligeti, 1914)
- I. megalophthalmus (Cameron, 1912)
- I. megaptera (Cameron, 1887)
- I. melanarius (Walker, 1871)
- I. melanogaster (Viereck, 1905)
- I. melanospilus (Strand, 1912)
- I. melantennatus (Blanchard, 1943)
- I. mendicus (Cameron, 1887)
- I. meraukensis (Cameron, 1907)
- I. mesosuavis (Blanchard, 1943)
- I. mexicanus (Cameron, 1887)
- I. micrarche (Cockerell, 1921)
- I. microphthalmus (Brues, 1926)
- I. militaridis (Shenefelt, 1978)
- I. militaris (Viereck, 1905)
- I. minos (Cameron, 1904)
- I. mirabilis (Hedwig, 1957)
- I. mocquereysi (Szepligeti, 1914)
- I. monticola (Cameron, 1904)
- I. multiarticulatus (Ratzeburg, 1852)
- I. mundelli (Blanchard, 1936)
- I. naomiae (Whitaker, Bhuiya, Fitton & Quicke, 2007)
- I. nataliensis (Szepligeti, 1901)
- I. neuquenensis (Blanchard, 1933)
- I. niezabitowskyi (Fahringer, 1926)
- I. niger (Brulle, 1846)
- I. nigridorsis (Kriechbaumer, 1894)
- I. nigrifrons (Brulle, 1846)
- I. nigrimanus (Szepligeti, 1915)
- I. nigrisoma (Whitaker, Bhuiya, Fitton & Quicke, 2007)
- I. nigroluteus (Masi, 1944)
- I. nigroscutellaris (Szepligeti, 1914)
- I. nitidiusculus (Cameron, 1905)
- I. novus (Szepligeti, 1901)
- I. obesculus (Cameron, 1909)
- I. obscuricarinatus (Cameron, 1911)
- I. occultator (Smith, 1863)
- I. ocellator (Fabricius, 1804)
- I. oeneus (Cameron, 1904)
- I. orbita (Brulle, 1846)
- I. ornatiscapus (Cameron, 1912)
- I. ornatus (Provancher, 1880)
- I. pallidiorbitalis (Cameron, 1907)
- I. pallidiquamdalis (Shenefelt, 1978)
- I. palliventris (Cresson, 1865)
- I. pampatensis (Cameron, 1904)
- I. pandora (Brues, 1924)
- I. pangaeus (Cameron, 1904)
- I. papuanus (Cameron, 1906)
- I. parvulus (Shestakov, 1927)
- I. paternus (Cameron, 1904)
- I. patunuangensis (Cameron & Strand, 1912)
- I. pectoralis (Szepligeti, 1914)
- I. peinanensis (Cameron, 1912)
- I. penetrans (Smith, 1862)
- I. perepicus (Viereck, 1905)
- I. perezi (Fahringer, 1926)
- I. perfectus (Szepligeti, 1914)
- I. permutans (Turner, 1917)
- I. pheres (Cameron, 1904)
- I. pictus (Brulle, 1846)
- I. pilisoma (van Achterberg, 1996)
- I. platynotatus (Shenefelt, 1978)
- I. plurimacula (Brulle, 1846)
- I. poppyae (Whitaker, Bhuiya, Fitton & Quicke, 2007)
- I. portius (Cameron, 1903)
- I. potanini (Kokujev, 1898)
- I. poultoni (Szepligeti, 1906)
- I. pravus (Szepligeti, 1914)
- I. preussi (Szepligeti, 1914)
- I. preyeri (Cameron, 1907)
- I. priankaae (Whitaker, Bhuiya, Fitton & Quicke, 2007)
- I. prithaae (Whitaker, Bhuiya, Fitton & Quicke, 2007)
- I. proficiscator (Fabricius, 1775)
- I. propinquus (Viereck, 1905)
- I. proserpina (Brues, 1924)
- I. psychidophagus (Blanchard, 1933)
- I. quadripunctatus (Cameron, 1887)
- I. quaesitorius (Cameron, 1904)
- I. resurrectus (Brues, 1910)
- I. rhodesianus (Cameron, 1906)
- I. ribesiferus (Buysson, 1897)
- I. rogersi (Cameron, 1887)
- I. romani (Baltazar, 1966)
- I. rotundicanaliculatus (Cameron, 1912)
- I. rotundinervis (Cameron, 1911)
- I. rubrinervis (Cameron, 1904)
- I. rufus (Szepligeti, 1901)
- I. rugiceps (Cresson, 1872)
- I. rugotusus (Shenefelt, 1978)
- I. safderezae (Lal, 1939)
- I. sapitensis (Cameron & Strand, 1912)
- I. sauteri (Enderlein, 1920)
- I. scrupulosus (Szepligeti, 1914)
- I. sculpturatus (Walker, 1871)
- I. scutellaris (Szepligeti, 1913)
- I. seyrigi (Granger, 1949)
- I. sibanensis (Cameron, 1904)
- I. signatus (Brulle, 1846)
- I. simplex (Brues, 1926)
- I. sjostedti (Szepligeti, 1908)
- I. soleae (Cameron, 1905)
- I. sollertum (Blanchard, 1933)
- I. spadix (Brethes, 1913)
- I. spilocephaliformis (Ramakrishna Ayyar, 1928)
- I. spilonotus (Cameron, 1905)
- I. spilostigmus (Cameron, 1904)
- I. stramineus (Cameron, 1907)
- I. suavis (Cameron, 1887)
- I. subauratus (Kriechbaumer, 1894)
- I. sublucens (Blanchard, 1933)
- I. szepligetii (Niezabitowski, 1910)
- I. tanyceras (Cameron, 1906)
- I. tauricus (Shestakov, 1927)
- I. tebaensis (Strand, 1911)
- I. tegularis (Szepligeti, 1906)
- I. tenuilineatus (Cameron, 1904)
- I. testaceus (Kriechbaumer, 1894)
- I. thespis (Cameron, 1904)
- I. thisbe (Brues, 1924)
- I. thoracicus (Szepligeti, 1911)
- I. tinctipennis (Cameron, 1887)
- I. trichiosoma (Cameron, 1903)
- I. trichiosomus (Cameron, 1906)
- I. triornatus (Cameron, 1906)
- I. trisignatus (Kirby, 1884)
- I. tristator (Cameron, 1904)
- I. udei (Enderlein, 1920)
- I. unicolor (Szepligeti, 1913)
- I. varicollis (Cameron, 1909)
- I. varipennis (Cameron, 1903)
- I. varireticulatus (Cameron, 1909)
- I. varitinctus (Cameron, 1906)
- I. varius (Brulle, 1846)
- I. vesta (Brues, 1924)
- I. volcanicus (Cameron, 1887)
- I. voraginis (Cresson, 1865)
- I. wahlbergi (Holmgren, 1868)
- I. wallacei (Cameron, 1903)
- I. whitei (Cameron, 1905)
- I. wuhainensis (Wang & Chen, 2008)
- I. xanthocephalus (Szepligeti, 1911)
- I. xanthoprosopus (Fahringer, 1935)
- I. xanthopsis (Cameron, 1905)
- I. xanthospilus (Ashmead, 1894)
- I. xantothorax (Brulle, 1846)
- I. zaraces (Cameron, 1904)
- I. zonulus (Fahringer, 1935)
- I. zoroaster (Fahringer, 1935)